# Lac de Vernago
Le lac de Vernago (en italien : lago di Vernago, en allemand : Vernagt-Stausee) est un lac artificiel situé à proximité du village homonyme du val Senales dans le Haut-Adige. 
C'est le point de départ de plusieurs sentiers de montagne, dont celui qui mène au glacier de Senales, près duquel la « momie du Similaun  », généralement appelée Ötzi, a été découverte en 1991. 
Sur les rives du lac, il est également possible de louer des canoës pour naviguer dans les eaux. 

## La centrale hydroélectrique
Le lac a été créé par un barrage en terre dont la construction a pris fin en 1963. Ses eaux alimentent l'usine de Naturno. Après la construction du barrage, certaines fermes de Vernago ont été submergées par les eaux. 
L'usine est reliée au lac par un tunnel de dérivation de 15 km avec un diamètre de 2,7 m qui longe le côté gauche du val Senales et qui recueille également les eaux de certains canaux comme la Fosse. Au bout du tunnel, commence le pipeline forcé de 2 km avec un diamètre de 2 m menant à la centrale. 
L’usine de Naturno a une puissance maximale de 180 MW et une production annuelle moyenne de 315 GWh. Elle est gérée par Alperia Sp A. 